# Камалян, Лия Аршавировна
Лия Аршавировна (Лиянита Армавировна) Камалян (арм. Լիա Արշավիրի Քամալյան, 10 сентября 1929, Степанакерт — 21 июля 2005, Ереван) — советский армянский учёный в области медицины и организатор науки.

## Биография
В 1950 году окончила Ереванский государственный медицинский институт. С 1961 по 1971 год заведовала отделением радиобиологии Академии наук Армянской ССР, с 1971 по 1973 год — отделом вирусологии в Институте молекулярной биологии, а с 1973 по 1990 год — лабораторией вирусологии и иммунологии Института радиологии и онкологии.
Кандидат биологических наук. Доктор медицинских наук

## Научные интересы
Вела научную работу по онкологии и иммунологии

## Память
Мемориальная доска в Ереване. Ул. Туманяна, 11 (архитектор Нарек Саргсян, 2006).